# Szénsav
A szénsav egy szervetlen vegyület, amelynek a képlete H2CO3. Bomlékony, gyenge sav. Néha szénsavnak nevezik a CO2 vizes oldatát is, amely kis mennyiségben tartalmaz H2CO3-at. A szénsav sói a karbonátok és a hidrogén-karbonátok (bikarbonátok). Sokáig úgy hitték, hogy a szénsav csak vizes oldatban fordul elő, és önálló vegyületként nem létezhet. Ugyanakkor egy 1992-es beszámoló szerint a NASA tudósainak sikerült előállítani szilárd H2CO3-mintát.
A vízben oldott CO2 kémiai egyensúlyban van a szénsavval:
CO2 + H2O ⇌ H2CO3
Az egyensúlyi állandó 25 °C-on Kh= 1,70×10−3:
tehát a szén-dioxid nagyobb része nem alakul át szénsavvá, hanem CO2-molekula formájában oldódik. Katalizátor hiányában az egyensúly lassan áll be.
A reakciósebességi állandók:
- 0,039 s−1

egyik irányba (CO2 + H2O → H2CO3) és
- 23 s−1

ellentétes irányú reakciónál (H2CO3 → CO2 + H2O).
Szénsav (H2CO3) és oltott mész (Ca(OH)2) reakciója során víz és egy fehér, vízben oldhatatlan anyag: kalcium-karbonát keletkezik (CaCO3-mészkő, márvány, cseppkő, kréta, tojáshéj stb.).

## Felhasználása
Szénsavas üdítők, szénsavas ásványvíz gyártása során.

## Fordítás
Ez a szócikk részben vagy egészben  a   Carbonic acid című angol Wikipédia-szócikk ezen változatának fordításán alapul.  Az eredeti cikk szerkesztőit annak laptörténete sorolja fel. Ez a jelzés csupán a megfogalmazás eredetét és a szerzői jogokat jelzi, nem szolgál a cikkben szereplő információk forrásmegjelöléseként.